# Родники (Красногорський район)
Родники́ (рос. Родники) — присілок в Красногорському районі Удмуртії, Росія.
На місці сучасного присілка існував присілок Великі Котляки, яка була ліквідована 1978 року. Новий присілок під назвою Родники було утворено 2019 року.